# Lijst van nationale parken in Belize
Hieronder volgt een lijst van nationale parken in Belize:
| Nationaal park                          | Stichtingsjaar | Oppervlakte (ha) | Foto |
| --------------------------------------- | -------------- | ---------------- | ---- |
| Nationaal park Aguas Turbias            | 1994           | 3541             |      |
| Nationaal park Bacalar Chico            | 1996           | 4510             |      |
| Nationaal park Billy Barquedier         | 2001           | 663              |      |
| Nationaal park Chiquibul                | 1995           | 106839           |      |
| Nationaal park Five Blues Lake          | 1994           | 1643             |      |
| Nationaal park Gra Gra Lagoon           | 2002           | 534              |      |
| Nationaal park Guanacaste               | 1994           | 23               |      |
| Nationaal park Honey Camp               | 2001           | 3145             |      |
| Nationaal park Laughing Bird Caye       | 1996           | 4095             |      |
| Nationaal park Mayflower Bocawina       | 2001           | 2868             |      |
| Nationaal park Monkey Bay               | 1994           | 859              |      |
| Nationaal park Nojkaaxmeen Elijio Panti | 2001           | 5130             |      |
| Nationaal park Payne's Creek            | 1994           | 14739            |      |
| Nationaal park Peccary Hills            | 2007           | 4260             |      |
| Nationaal park Río Blanco               | 1994           | 38               |      |
| Nationaal park Sarstoon-Temash          | 1994           | 16938            |      |
| Nationaal park St. Herman's Blue Hole   | 1986           | 269              |      |